# Happy Hour Viser
Happy Hour Viser är ett musikalbum från 1992 av Stefan Sundström och Apache. Skivan är utgiven av MNW och producerad av Johan Johansson.

## Låtlista
| Nr  | Titel                     | Längd  |  |
| --- | ------------------------- | ------ |  |
| 1.  | Vårsamba                  | (3:38) |  |
| 2.  | Flickan, pojken och Venus | (2:00) |  |
| 3.  | Vals till Evert Tåb       | (3:16) |  |
| 4.  | Livet är liksom en fest   | (4:32) |  |
| 5.  | När tåget går             | (4:42) |  |
| 6.  | Sabina (1)                | (2:48) |  |
| 7.  | Sabina (2)                | (4:19) |  |
| 8.  | Sabina (3)                | (5:10) |  |
| 9.  | Mazurka på gravkanten     | (2:35) |  |
| 2.  | Heidi syster              | (4:06) |  |
| 10. | Den döende yuppien        | (3:57) |  |
| 11. | Happy hour visa           | (7:41) |  |

All text och musik av Stefan Sundström.

## Medverkande musiker
- Stefan Sundström - sång, akustisk gitarr
- Ola Nyström - elgitarr, akustisk gitarr, mandolin, kör
- Mats Hedén - dragspel, orgel, kör
- Stefan Axelsen - elbas, kör
- Christer Jansson - trummor, slagverk
- Johan Johansson - akustisk gitarr, mandolin, elgitarr, kör
- Niko Röhlcke - piano
- Magnus Adell - kontrabas
- Bernt Staf - sång
- Karin Renberg - kör
- Maria Blom - kör
- Jan Ljungwaldh - kör
- Robert Engström - trumpet
- Per Sjöberg - tuba
- Lars-Göran Höbinger - trombon
- Claes Brodda - klarinett
- Rolle Steinberger - cembalo
- Bågfilharmonikerna - stråkar